# Клаудия Крисчън
Клаудия Ан Крисчън (на английски: Claudia Ann Christian) е американска телевизионна и филмова актриса, родена на 10 август 1965 г. в Глендейл, Калифорния. Крисчън участва във филми като „Скритото“ и „Омагьосани“, както и в редица телевизионни сериали като „Вавилон 5“, „Шотландски боец“, „Клъцни/Срежи“, „Полицейско управление Ню Йорк“ и „Коломбо“.

## Филмография
- „Клъцни/Срежи“ (1 епизод) – 2007 г.
- „Шрек 2“ – 2004 г. (глас)
- „Тя шпионинът“ (1 епизод) – 2002 г.
- „Атлантида: Изгубената империя“ – 2001 г. (глас)
- „Вавилон 5“ (87 епизода) – От 1994 до 1998 г.
- „Вавилон 5: Трето пространство“ – 1998 г.
- „Шотландски боец (сериал)“ (1 епизод) – 1998 г.
- „Вавилон 5: В началото“ – 1998 г.
- „Омагьосани“ – 1993 г.
- „Чист и трезвен“ – 1988 г.
- „Далас“ (1 епизод) – 1984 г.